# André Leroy (communiste)
Pour les articles homonymes, voir Leroy et André Leroy (homonymie).
André Leroy est un militant communiste français, né le 16 janvier 1913 à Montreuil et mort le 13 mars 1982 à Vitry-sur-Seine. Il est de 1946 à 1948 le dirigeant de l'Union de la jeunesse républicaine de France, qui était la dénomination d'alors du Mouvement jeunes communistes de France. 

## Biographie
Secrétaire national de la Fédération des jeunesses communistes de France en 1939, il en fut un des dirigeants clandestins de 1940 à 1942. Arrêté par la police française  en mai 1942, emprisonné dans de nombreux lieux, transféré au camp allemand de Compiègne (Frontstalag 122), il en part au printemps 1944 pour le camp de concentration de Buchenwald.
Libéré en mai 1945, affaibli, il est promu en août 1945 secrétaire de l'Union de la jeunesse républicaine de France, organisation dont il est secrétaire général durant deux années. En juillet-août 1945 il a été membre de l'Assemblée consultative provisoire, au titre des prisonniers et déportés. Ce fut son seul mandat national.
Il est membre du Comité central du Parti communiste français de 1947 à 1950.
Décoré de la Croix de guerre et nommé chevalier de la Légion d'honneur, André Leroy a ensuite été responsable de la Fédération nationale des déportés et internés résistants et patriotes (FNDIRP) et d'autres organisations d'anciens résistants.
Il a été inhumé au cimetière du Père-Lachaise (97e division) dans la  tombe où reposent aussi ses amis Marcel Paul et Henri Manhès.

## Publications
- André Leroy (avec la collaboration de Louise Alcan, et al.), La déportation, Paris, Presses de l'imprimerie Jacques London, 1985 (réédition), 295 p. (ISBN 9782905697028)
- Fédération nationale des déportés et internés résistants et patriotes, sous la dir. d'André Leroy, préfacé par Louis Martin-Chauffier, La déportation, Paris, Ramsay, FNDIRP, 1994 (réédition), 303 p. (ISBN 9782841140657)